# Чернокорема вълнолюбка
Чернокорема вълнолюбка (Fregetta tropica) е вид птица от семейство Hydrobatidae.

## Разпространение
Видът е разпространен в Антарктида, Аржентина, Австралия, Бразилия, Вануату, Йемен, Мадагаскар, Мозамбик, Нова Зеландия, Остров Буве, Перу, Соломоновите острови, Уругвай, Фолкландски острови, Френска Полинезия, Френски южни и антарктически територии, Чили, Южна Африка и Южна Джорджия и Южни Сандвичеви острови.